# Julian Fuchs
Julian Fuchs (ur. 1846, zm. 17 marca 1894) – polski przemysłowiec, kupiec, działacz społeczny w Częstochowie.

## Życiorys
Fuchs urodził się w 1846 roku w rodzinie Ignacego i Karoliny z Boguckich, jako jedno z dwojga dzieci. Jego ojciec prowadził w Alejach NMP sklep kolonialny. Fuchs był m.in. właścicielem restauracji w Alejach, Hotelu Angielskiego przy obecnej ul. Piłsudskiego, kopalni w Czeladzi i wydawnictwa prasowego.
W dziedzinie społecznej Fuchs zajmował się organizacją i sponsorowaniem życia kulturalnego w mieście. Z jego inicjatywy zorganizowano dwie wystawy malarstwa, towarzystwo śpiewacze, koncerty i przedstawienia teatralne. Zaangażował się także w działalność charytatywną i społeczną, finansował m.in. uporządkowanie parków podjasnogórskich, budowę kościoła, pomoc społeczną i Ochotniczą Straż Pożarną, której był pierwszym prezesem.
Zmarł 17 marca 1894 roku w wieku 48 lat. Na jego pogrzeb przybyło kilka tysięcy mieszkańców regionu. W 1895 roku zbudowano na cmentarzu Kule rodzinny grobowiec, do którego rzeźbę z postacią Marii zaprojektował Andrzej Pruszyński.

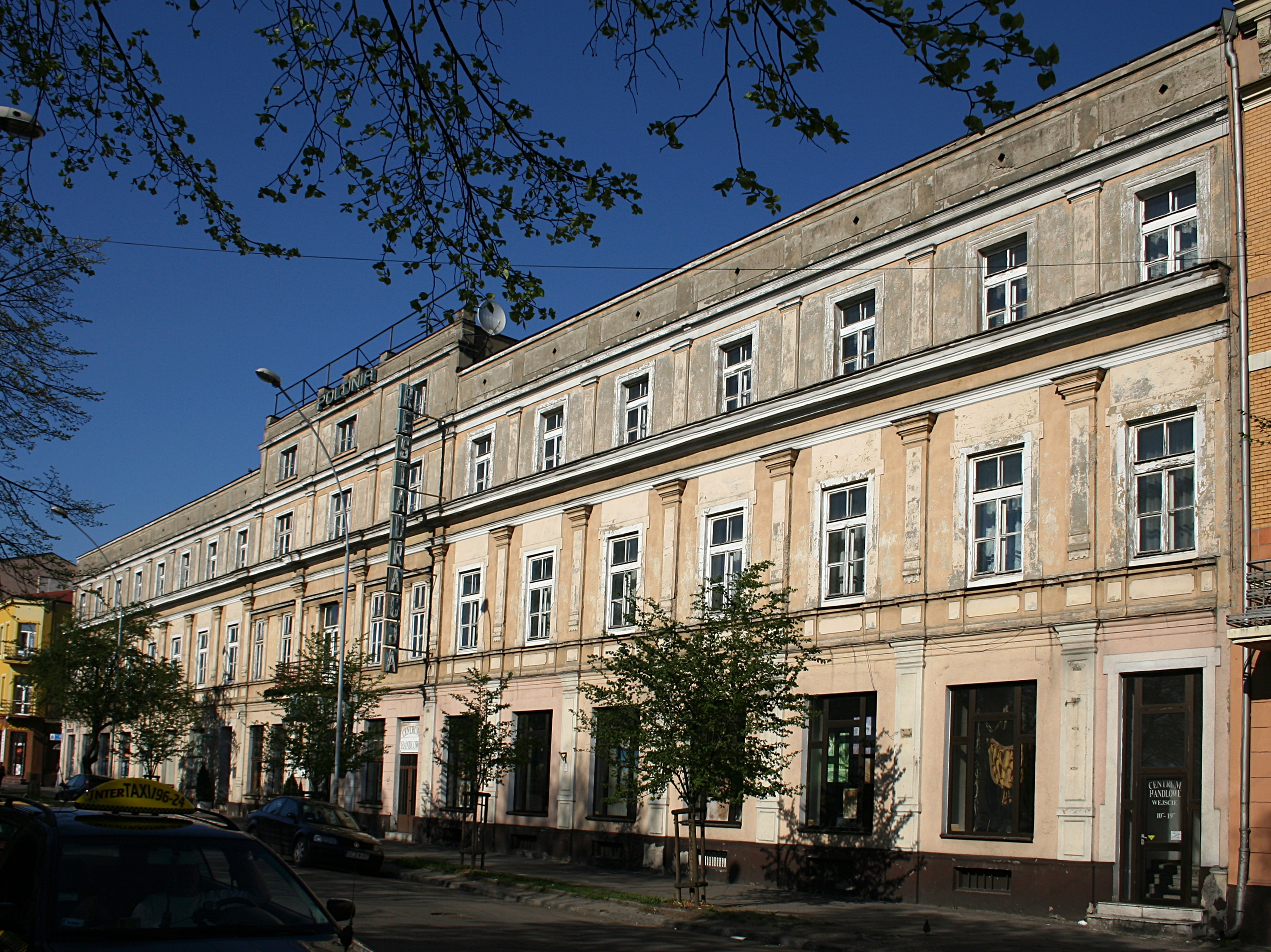
Dawny hotel "Angielski", obecnie "Polonia" należący do Juliana Fuchsa

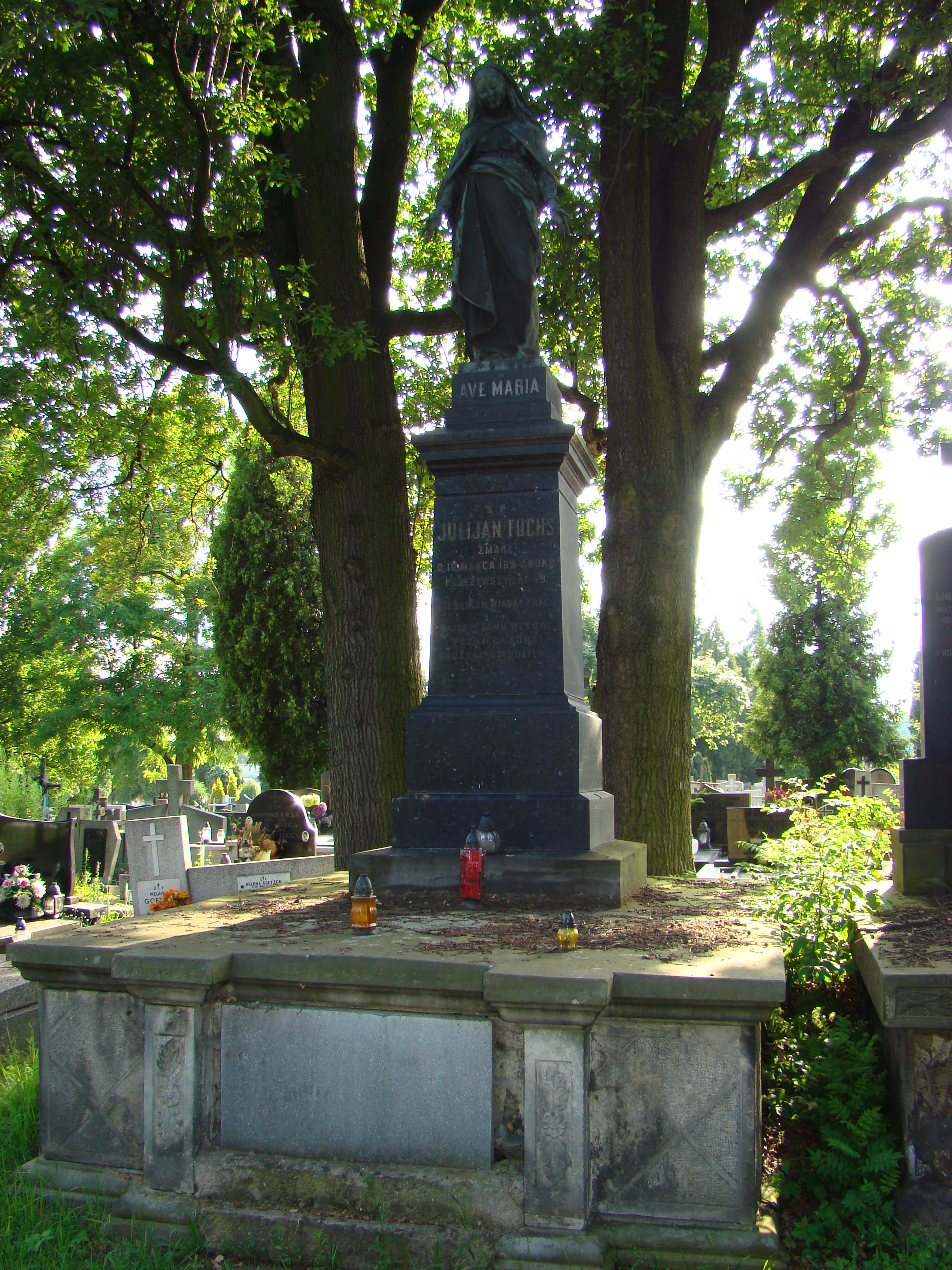
Grób Juliana Fuchsa na cmentarzu Kule w Częstochowie